# Dover (Pensilvânia)
Dover é um distrito localizado no estado norte-americano de Pensilvânia, no Condado de York.

## Demografia
Segundo o censo norte-americano de 2000, a sua população era de 1815 habitantes.
Em 2006, foi estimada uma população de 1925, um aumento de 110 (6.1%).

## Geografia
De acordo com o United States Census Bureau tem uma área de
1,3 km², dos quais 1,3 km² cobertos por terra e 0,0 km² cobertos por água. Dover localiza-se a aproximadamente 143 m acima do nível do mar.

## Localidades na vizinhança
O diagrama seguinte representa as localidades num raio de 12 km ao redor de Dover.